# 山田秀典
山田 秀典（やまだ ひでのり、1836年〈天保7年〉 - 1882年〈明治15年〉1月6日）は、幕末の熊本藩士、明治期の内務官僚。青森県令。幼名・平太、平兵衛。

## 経歴
熊本藩士の家に生まれた。
維新政府の十三等出仕となる。明治4年8月（1871年）、内務省土木寮・土木権頭に就任。1873年11月、新川県権令に転じ、同県令に昇進。
1876年8月、青森県令に就任。産業振興に尽力し、国内各地から馬耕教師（熊本県）、養蚕教師（福島県）、藍教師（高知県）、麻教師（栃木県）、製紙教師（長野県）などを招いて実際の指導を行わせた。また、自由民権派と保守派の一致協力を推進しようとするが、保守派の反発を招き郡長辞任などで抵抗を受けた。1882年1月、県政報告のため滞在していた東京で死去した。

## 親族
- 二女 金子弥寿子（金子堅太郎の妻）
- 孫 金子武麿（弥寿子二男）[6]